# تنمية المبيعات
تنمية المبيعات هي منظمة تقع بين وظائف التسويق والمبيعات في شركة ما، وهي مسؤولة عن الواجهة الأمامية من دورة المبيعات: تحديد العملاء المحتملين والتواصل معهم وتأهيلهم. الأمر ببساطة أن هذه المنظمة مكلّفة بإعداد اجتماعات مؤهلة بين مندوب مبيعات ومشترٍ محتمل ذي احتمالية عالية لشراء منتج. يُطلق على العميل المتوقع الذي يفي بهذه المعايير عميل مبيعات محتمل مناسب. عند تحديد العميل المحتمل على أنه مناسب أو مؤهل، يُنقل إلى مندوب مبيعات، وهو عادةً مدير تنفيذي للحسابات، يتولى مسؤولية العميل المحتمل ويدير ما تبقى من عملية البيع.

## خلفية تاريخية

### أصول
يمكن تتبع مفهوم تنمية المبيعات إلى ما قبل أوائل ثمانينيات القرن العشرين، بجذوره في أوراكل. كان فريق أوراكل المباشر الأولي (DMD)، الذي أسسته أنيكي سيلي في أوائل ثمانينيات القرن العشرين، من بين أوائل فرق تنمية المبيعات في السجلات. خلال ثمانينيات القرن العشرين وتسعينياته، كان الفريق واحدًا من الاستراتيجيات التنظيمية الرئيسية لأكثر الشركات التكنولوجية شهرة بين الشركات والأعمال، بما في ذلك شركتا صن ميكروسيستمز وسيسكو.
خلال هذه الفترة، ساعدت استشارات المبيعات على زيادة تنمية المبيعات عبر صناعة تكنولوجيا بين الشركات. في وادي السليكون، انطلقت شركة نيو واي ماركتنغ للخدمات الاستشارية لمؤسسها ستو سلفرمان في عام 1984 التي تتمتع بكفاءة أساسية في بناء فرق تنمية المبيعات. على الساحل الشرقي، أسس تريش بيرتوزي ذا بريدج غروب في عام 1998 مع تركيز مماثل على مساعدة الشركات في بناء وظائف تنمية المبيعات.

### الحاضر
اليوم، أصبحت تنمية المبيعات وظيفة إستراتيجية لتوليد الإيرادات بالنسبة للغالبية العظمى من الشركات ذات النمو المرتفع، لا سيما في تكنولوجيا الأعمال بين الشركات. تواصل شركات خدمات المبيعات الاستشارية مثل ذا بريدج غروب مساعدة الشركات في تصميم مؤسسات تنمية المبيعات وبنائها وتحسينها. يواصل ستو سلفرمان بناء فرق تمثيل تنمية المبيعات في مؤسسته الجديدة سيلز رامب. بدأت خدمات استشارية جديدة بممارسات مخصصة لتنمية المبيعات، مثل شركات البحث والاستشارات، وسيريس ديسيجنز التي تأسست في عام 2001، وتوبو التي أسسها كريغ روزنبيرغ في عام 2014. تقوم أسرع الشركات نموًا في العالم ببناء منظمات هائلة لتنمية المبيعات، ومن بين أكبر الشركات فرق في أوراكل وسيلز فورس، ولينكد إن، وكلوديرا، وبروكور.
يعد ممثل تنمية المبيعات أحد أسرع 10 وظائف نموًا في الولايات المتحدة في عام 2020.
يبلغ متوسط معدل النمو السنوي منذ عام 2015: 34%.

## العملية

### أنواع العملاء المحتملين
تتعامل تنمية المبيعات مع نوعين من العملاء المحتملين. يُشار غالبًا إلى النوع الأول بعميل محتمل وارد، ويوصَل إليه من خلال التسويق ويُرسل إلى ممثل تنمية المبيعات. ثم ينشغل ممثل تنمية المبيعات بذلك العميل المحتمل، ويدرسه ويؤهل اهتمامه في شراء المنتج ويحدد ما إذا كان الأمر يستحق إنفاق المزيد من الموارد التي تباع لهذا العميل. إذا حدد ممثل تنمية المبيعات أن العميل المحتمل يستحق إنفاق موارد المبيعات عليه، يُسلم العميل المحتمل إلى مندوب مبيعات لإجراء باقي عملية المبيعات. يُشار إلى النوع الثاني من العملاء المحتملين غالبًا بالمحتمل الصادر، وهو عميل محتمل يكتشفه ممثل تنمية المبيعات من خلال تحديد المشترين المحتملين الذين سيستفيدون من المنتج الذي يبيع ممثل تنمية المبيعات. يسمى عالم المشترين المحتملين الذي يمكن أن تبيع الشركة له بالسوق الإجمالية القابلة للعنونة. غالبًا ما تُوصف معايير الشركات داخل تلك السوق الإجمالية القابلة للعنونة، والمشترين داخل تلك الشركات، التي عرّفتها الشركة بأنها ملائمة مثالية، بملف تعريف العميل المثالي، الذي سيستخدمه ممثل تنمية المبيعات لتحديد العملاء المحتملين الصادرين.